# Richard Goldsmith White

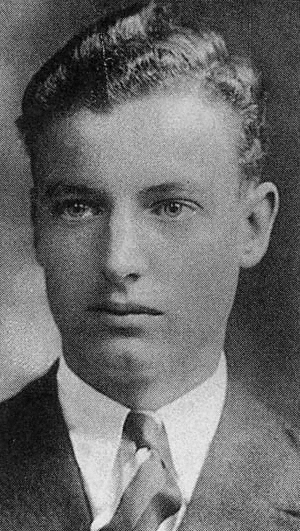
Dick White (1928)

Sir Richard Goldsmith „Dick“ White KBE, KCMG (* 20. Dezember 1906 in Tonbridge; † 21. Februar 1993 in Burpham) war Generaldirektor (Director General) des britischen Geheimdienstes. Er war der einzige, der (zeitlich nacheinander) sowohl den Security Service MI5 (1953–56) als auch den Secret Intelligence Service MI6 (1956–1968) leitete.

## Leben
Richard White, von seinen Freunden zumeist nur „Dick“ genannt, wuchs als jüngstes von drei Kindern seines Vaters, Percy Hall White, in zunächst wohlhabenden und gut behüteten Verhältnissen auf. Im Jahr 1913, kurz vor dem Ersten Weltkrieg, erlebte die Familie einen finanziellen Zusammenbruch, was seinen Vater in den Alkoholismus trieb. Ab 1917 besuchte Dick die Schule in Bishop’s Stortford, etwa 50 km nordöstlich von London.
Im Januar 1936 trat er dem Security Service bei, also dem britischen Inlandsgeheimdienst. Während des Zweiten Weltkriegs war er eng mit der Durchführung des sehr erfolgreichen Double-Cross-Systems gegen Deutschland verwoben. Im Jahr 1945 heiratete er Kathleen Bellamy, mit ihr hatte er zwei Söhne.
Im Jahr 1952 wurde er stellvertretender Generaldirektor und ein Jahr später, in Nachfolge von Sir Percy Sillitoe, Generaldirektor des MI5. Er sorgte für umfassende Umstrukturierungen und ersetzte die drei bestehenden Abteilungen durch sechs mit den Bezeichnungen A bis F. Seine Amtszeit endete 1956 vorzeitig, als der Premierminister des Vereinigten Königreichs, Sir Anthony Eden, ihn zum Direktor des britischen Auslandsgeheimdienstes MI6 bestellte. Er blieb in dieser Position bis zu seiner Pensionierung im Jahr 1968. Sein Nachfolger wurde John Rennie.
Sir Richard White wurde 86 Jahre alt.